# Xystrocera nitidicollis
Xystrocera nitidicollis là một loài bọ cánh cứng trong họ Cerambycidae.